# 三菱電機ストアー
三菱電機ストア（みつびしでんきストア）は、三菱電機製の家電製品取扱店の名称である。
1950年以降、松下電器系のナショナルショップ（当時。現・パナソニックショップ）などと共に街の電器店チェーンの一つとして全国に普及した。なかでも三菱電機発祥の地でもある兵庫県においては店舗数が多かった。パナソニック・ソニー・シャープ・JVCケンウッド等の他社製品を同時販売する店舗もある。
しかし近年は後継者難（経営者の高齢化）や売り上げ不振により三菱電機ストアの減少が著しい。また「パナソニックフェア」や「きになる日立の気になるフェア」のような新製品合同展示会は発足当初から今日まで行われておらず、特選品カタログも発行されていない。
店舗によっては（新聞・雑誌広告と同一様式の）最新三菱電機製品広告を（期間ごとに入れ替える形で）正面横の壁面に掲示する場合がある。また昭和30～40年代に開業した店舗には当時の三菱電機キャラクター「メル子ちゃん」の人形が置かれていた他、シャッターにも「メル子ちゃん」の絵が描かれていた店舗があった。また地域によっては「地元商店街共通ポイントカード」に加盟している店舗もある
売り上げが落ち込み本業のみでは経営が成り立たなくなった店舗ではクリーニング店チェーンとフランチャイズ契約を結び、その取次店を兼務する場合もある。

## 売り上げ増のための支援策
三菱電機は2007年度より全国に約3,000店ある三菱電機ストアーのうち、増販・増客等に積極的な約1,000店のスタッフを集めて販促研修会を開催し、今後大きな需要が見込まれるオール電化についての提案を促すと発表。さらに2009年度は三菱オール電化製品取次店（三菱電機ストア優良店）を全国で約6,000店程度に増やすと発表した。しかし三菱電機ストアー減少は予想以上に急速なペースで進んでいるため、三菱オール電化製品の販売網開拓は苦戦を強いられている。
2009年度からは地上・BS・110度CSデジタルTV「REAL」において、2012年度からは洗濯機において三菱電機ストア限定モデルの販売を開始している。
三菱電機CMの中で「三菱電機ストア編」が制作・放送された事は発足当初から今日まで一度も無く、全国各地にある三菱電機ストアー各店の取り組みも（パナソニックショップとは異なり）三菱電機CMや「三菱電機ストアサイト」で一切紹介されていない。さらにもともと「松下幸之助商学院」型の三菱系列店後継者養成学校や「明徳会」型の三菱系列店組織がないため、三菱電機ストア従業員同士の交流機会（横の繋がり）はパナソニックショップなどより少ない。
かつては三菱乾電池の自販機を正面玄関前に置いていた店舗が多数あったが、店内販売主体への移行に伴い三菱乾電池自販機は大半の店舗が撤去している。売り上げ不振などにより廃業した旧三菱電機ストア店舗では、かつて稼働していた三菱乾電池自販機が、撤去・リサイクル費用が工面出来ないなどの理由から電源プラグが抜かれたまま旧店舗前に放置されているケースが多い。
後継者のいない零細店では新製品の仕入れ販売をやめ、既存顧客を対象とした「既購入製品修理・アフターサービスのみの営業」へ切り替える店舗も出ている。

## 他社製品との兼ね合い

### 映像・音響機器
- 映像・音響機器関係商品の三菱電機での自社生産・一般量販店向けの販売は2021年9月をもって終了しており、経過処置として2023年度（2024年3月）末まで、自社生産品を当ストア限定で販売している。
- TVアンテナ及び属品（ケーブル・ミキサー・ブースター・マスト等）：発足当初から非生産。

マスプロ電工・DXアンテナ・日本アンテナ等の他社製品を使用。
- HDMIケーブル・AVケーブル・光デジタルケーブル・ヘッドホン・その他AVパーツ類：発足当初より非生産。

主にパナソニック・ソニー・オーム電機・JVCケンウッド・オーディオテクニカ・デノン（デノンコンシューマーマーケティング）製品を販売。
- ビデオカメラ・デジタルカメラ：ビデオカメラはかつて自社生産していたが撤退。デジカメは発足当初より非生産。

主にパナソニック・ソニー・JVCケンウッド・キヤノン・オリンパス・富士フイルム製品を販売。
- 延長コード（テーブルタップ）類：発足当初から非生産。

パナソニック・オーム電機・サンワサプライ・朝日電器（ELPAブランド）・ヤザワコーポレーション・エレコムなどの他社製品を販売（壁スイッチ・コンセントなどの配線パーツも三菱電機自体は生産しておらず、パナソニック・東芝などの他社製品を販売）。
- スカパーチューナー&アンテナセット：発足当初から非生産。

従来からパナソニック・ソニー・アイワ・東芝・DXアンテナ・ユニデン・マスプロ電工などの他社製品を販売。2014年5月31日限りで従来型のスカパー標準画質放送が終了し、ハイビジョン画質放送へ完全移行した 現代では、スカパー側よりパナソニック製チューナーとマスプロ電工製アンテナがそれぞれ供給されている。
- BDレコーダー：単体機は2013年限りで生産終了。2023年現在、BD/HDDレコーダー一体型テレビ「REAL」を流通在庫分のみ販売[11]。

BDレコーダー単体機は2014年以降、パナソニック「DIGA」・ソニー「BDZ」・シャープ「AQUOSブルーレイ」・東芝（現・TVS REGZA）「REGZAブルーレイ」などの他社製品に変更。
- ホームシアターシステム：発足当初から非生産。

リアリンク対応ホームシアターシステムの自社生産は行っておらず、2024年現在はソニー・ヤマハ・デノン・マランツなどの他社製品を販売。
- ポータブルテレビ（BD/DVDプレーヤー付きも含む）：発足当初から非生産。

パナソニック・ソニー・東芝・ツインバード・エグゼモードなどの他社製品を販売。
- コンポ・ポータブルオーディオ類：かつて「DIATONE（ダイヤトーン）」ブランド、および「A&D」（≒赤井電機）の高級コンポを生産していたが現在は撤退。

主にパナソニック・ソニー・JVCケンウッド・東芝エルイートレーディング（≒東芝ライフスタイル）・デノン・マランツ・ティアック・オーム電機（Audio Commブランド）・小泉成器（SOUNDLOOK・SOUNDPITブランド）製品を販売。

### 通信機器
- パソコン：かつては自社生産していたが撤退。

主に富士通製品を販売する店舗が多い。
- FAX・電話機：発足当初から非生産。

FAX、および電話機はパナソニック製品を販売。

### 白物家電・その他
- ホームベーカリー：発足当初から非生産。

パナソニック・タイガー・象印などの他社製品を販売。
- 食器洗い乾燥機：卓上型は2008年限りで撤退、現在はビルトイン型のみを生産。

卓上型食器洗い乾燥機はパナソニック製品を販売。
- 加湿器：かつては自社生産していたが2010年限りで撤退。

主にパナソニック・シャープ・東芝・山善・ユーイング・長府製作所製品を販売。
- 洗濯機：2008年10月31日をもって、販売不振で赤字が続いていた洗濯機の自社生産を終了[17]。

三菱電機ストアへ供給される洗濯機はパナソニック・シャープ・東芝ライフスタイル・ハイアール等の他社製品に変更（三菱製洗濯機の現行モデルは2019年より三菱電機ストアのみで販売されている縦型1機種「MAW-70BP」のみで、生産は日立アプライアンス→日立グローバルライフソリューションズへ委託=日立製縦型洗濯機「白い約束」7kgタイプの2018年モデルNW-70CのOEM）。
- アイロン：かつては自社生産していたが撤退。

主にパナソニック・日立コンシューマーマーケティング・東芝・ティファール製品を販売。
- 石油燃焼機器：2003年限りで生産終了。

2007年のシャープを最後に家電メーカー製のものは全て撤退しているため、コロナ・トヨトミ・サンポット・ダイニチ工業など、石油機器専門メーカーの製品を販売。
- 白熱電球：2011年3月限りで子会社の三菱電機オスラム（現在の三菱電機照明）が生産より撤退（当初2012年としていたが1年前倒し）。

パナソニック、オーム電機などの他社製品を販売。
- 電気スタンド（卓上型ポータブル照明器具）：かつては自社生産していたが撤退（現在、三菱電機子会社の「三菱電機照明」が自社生産している照明器具は壁及び天井に取り付けるLED照明と一部蛍光灯器具のみ[19]）。

パナソニック・ホタルクス・ツインバード・アイリスオーヤマ・オーム電機製品を主に販売。
- 補聴器：発足当初より非生産。

主にパナソニック補聴器・オーティコン製品を販売。
- シェーバー・ドライヤーなどの理美容製品：発足当初から非生産。

パナソニック・日立・ブラウン・コイズミ・テスコム製品を主に販売。

## 全国の三菱電機ストア検索画面
- 全国に約3千店ある三菱電機ストア各店の検索方法は「キーワード検索」のみ。左端のプルダウンメニューで目的の都道府県を選んだのち、電話番号・郵便番号・市区町村などのキーワードを入れて目的の店舗を探し出す（キーワードを入れずに目的の都道府県を選ぶだけでも検索可能。但し特定のお役立ちメニュー掲載店を抽出する「絞り込み検索」機能は無し）。
- 三菱電機ストア各店の場所を示す地図は、（都道府県ごとに分類された）各店リストの「地図はこちら」ボタンをクリックすると別ウィンドウで開く。この地図作成は住宅地図の国内大手「ゼンリン」が担当しており、同社は「日立チェーンストール」・「東芝ストアー」・「ソニーショップ」各店の場所を示す地図作成も担当している。